# 馬歷克足球會
馬歷克足球會是保加利亞的一家足球俱樂部，主場位於杜普尼察。俱樂部設立於1947年。球隊現在參加保加利亞足球乙級聯賽的賽事。
馬歷克於1978年獲得過保加利亞盃的冠軍。